# Portret narzeczonej (obraz Jacka Malczewskiego)
Portret narzeczonej, Portret panny Marii Gralewskiej, Portret narzeczonej w balowej sukni – obraz polskiego malarza Jacka Malczewskiego. Obraz uważany jest za jeden z najpiękniejszych w twórczości Malczewskiego.

## Okoliczności powstania
Jacek Malczewski i Maria Gralewska poznali się wiosną 1886 roku w Zakopanem. Maria Gralewska pochodziła z zamożnej mieszczańskiej rodziny, była córką aptekarza, właściciela apteki Pod Złotym Tygrysem w Krakowie. Po kilku spotkaniach Jacek Malczewski i Maria Gralewska zaręczyli się (listopad 1886 roku), a następnie dość szybko się pobrali (29 października 1887). Portret narzeczonej został namalowany w 1887 roku, krótko przed ślubem. 

## Opis
Na obrazie przedstawiona jest młoda, dystyngowana kobieta w eleganckiej sukni balowej. Kobieta namalowana jest w ustawieniu bokiem. Maria na obrazie lekko się uśmiecha, a zarazem sprawia wrażenie nieobecnej. 